# Iconic Tower
L'Iconic Tower è un grattacielo sito nella nuova capitale dell'Egitto.

## Caratteristiche
Con un'altezza totale di 393,8 metri, è l'edificio più alto dell'Africa. Esso è composta da 77 piani, la maggior parte dei quali verrà utilizzata come sede di vari uffici.
È il centro nevralgico del quartiere degli affari della nuova capitale.
Il design esterno è stato ispirato dalla forma di un obelisco, elemento decorativo tipico dell'architettura dell'Antico Egitto.
L'esterno in vetro rappresenterebbe invece la corona del dio egizio Amon.
È ufficialmente non solo l'edificio più alto dell'Africa, essendo di gran lunga più alto del The Leonardo, ma anche la struttura più alta del continente superando la torre della Grande moschea di Algeri in Algeria.

## Storia
La costruzione dell'edificio è iniziata ufficialmente nel maggio 2018. Il primo ministro egiziano Mostafa Madbouly ha visitato il cantiere nel 2019 e ha partecipato a una cerimonia che ha segnato l'inizio delle operazioni di getto di calcestruzzo sulle fondamenta. China State Construction Engineering è l’appaltatore principale del progetto, che impiega oltre 5.000 lavoratori.
L'architetto di riferimento del progetto della torre è Dar al-Handasah Shair & Partners.
Il piano del Ministero egiziano dell'edilizia comprende la costruzione di 20 grattacieli nel complesso che circonda l'Iconic Tower.
Nel luglio 2021 sono stati completati tutti i lavori strutturali e il 24 agosto 2021 la torre ha raggiunto la sua altezza massima.